# Периодическое состояние
Периоди́ческое состоя́ние — это такое состояние цепи Маркова, которое навещается цепью только через промежутки времени, кратные фиксированному числу.

## Период состояния
Пусть дана однородная цепь Маркова с дискретным временем {\displaystyle \{X_{n}\}_{n\geq 0}} с матрицей переходных вероятностей {\displaystyle P}. В частности, для любого {\displaystyle n\in \mathbb {N} }, матрица {\displaystyle P^{n}=\left(p_{ij}^{(n)}\right)} является матрицей переходных вероятностей за {\displaystyle n} шагов. Рассмотрим последовательность {\displaystyle p_{jj}^{(n)},\,n\in \mathbb {N} }. Число
{\displaystyle d(j)=\gcd \left(n\in \mathbb {N} \mid p_{jj}^{(n)}>0\right)},
где {\displaystyle \gcd } обозначает наибольший общий делитель, называется пери́одом состояния {\displaystyle j}.

## Замечание
Таким образом, период состояния {\displaystyle j} равен {\displaystyle d(j)}, если из того, что {\displaystyle p_{jj}^{(n)}>0}, следует, что {\displaystyle n} делится на {\displaystyle d(j)}.

## Периодические состояния и цепи
- Если {\displaystyle d(j)>1}, то состояние {\displaystyle j} называется периоди́ческим. Если {\displaystyle d(j)=1}, то состояние {\displaystyle j} называется апериоди́ческим[1].

- Периоды сообщающихся состояний совпадают:

{\displaystyle (i\leftrightarrow j)\Rightarrow (d(i)=d(j))}.
Таким образом период любого неразложимого класса цепи Маркова определён и равен периоду любого своего представителя. Соответственно, классы делятся на периодические и апериодические.
- Если цепь Маркова неразложима, то периоды всех её состояний совпадают и принимаемое ими общее значение называется периодом цепи. Цепь называется периодической, если её период больше единицы, и апериодической в противном случае.